# Edmond Farhat
Edmond Y. Farhat (ur. 20 maja 1933 w Ain Kfaa, zm. 17 grudnia 2016 w Rzymie) – libański duchowny katolicki, arcybiskup, nuncjusz apostolski.

## Życiorys
28 marca 1959 otrzymał święcenia kapłańskie.
26 sierpnia 1989 został mianowany przez Jana Pawła II pro-nuncjuszem apostolskim w Algierii, Tunezji i delegatem w Libii oraz arcybiskupem tytularnym Byblus. Sakry biskupiej 20 października 1989 r. udzielił sam papież.
Następnie reprezentował Stolicę Świętą w Słowenii i Macedonii (1995–2001) oraz w Turcji i Turkmenistanie (lata 2001-2005).
26 lipca 2005 został przeniesiony do nuncjatury w Austrii. 14 stycznia 2009 przeszedł na emeryturę.